# The Pride
The Pride è un'opera teatrale del drammaturgo greco Alexi Kaye Campbell, debuttata a Londra nel 2008. Ambientate a cinquant'anni di distanza, le due parti del dramma raccontano le complicate relazioni tra due uomini e una donna, diversi ma omonimi nei due atti.

## Trama
Londra, 1958. Sylvia sta illustrando il libro del suo caro amico Oliver e decide di presentare il marito Philip allo scrittore. Durante la cena scocca una scintilla tra i due ma, quando Sylvia si allontana, Philip prende Oliver con la forza.
Londra, 2008. Philip e Oliver si sono appena lasciati a causa della dipendenza di Oliver per il sesso occasionale, che ha fatto allontanare Philip con i continui tradimenti. A tentare di rimettere insieme i due ci pensa l'amica Sylvia, che tenta di capire come mai Oliver abbia sabotato la sua storia d'amore.

## Produzioni
The Pride debuttò al Royal Court Theatre di Londra nel 2008, per la regia di Jamie Lloyd. Il cast era composto da JJ Feild (Philip), Bertie Carvel (Oliver), Lyndsey Marshal (Sylvia) e Tim Steed (Uomo/Dottore/Peter). Il dramma vinse il Laurence Olivier Award.
Joe Mantello diresse la prima newyorchese del dramma, in scena al MCC Theater dal 16 febbraio al 27 marzo 2010. Il cast era composto da: Hugh Dancy (Philip), Ben Whishaw (Oliver), Andrea Riseborough (Sylvia) e Adam James (Uomo/Dottore/Peter).
Nel 2015 Luca Zingaretti dirige la prima italiana al Teatro Stabile di Torino dal 10 al 22 novembre, prima di debuttare a Roma al Teatro Argentina dal 24 novembre al 6 dicembre. Dal 15 novembre al 4 dicembre del 2016 lo spettacolo andò nuovamente in scena al Piccolo Teatro di Milano. Zingaretti interpretava Philip, Valeria Milillo Sylvia, Maurizio Lombardi Oliver, mentre Alex Cendron recitava nel triplice ruolo dell'Uomo, di Peter e del Dottore.